# قطعنامه ۱۸۱۲ شورای امنیت
قطعنامهٔ  ۱۸۱۲ شورای امنیت سازمان ملل متحد که در تاریخ ۳۰ آوریل ۲۰۰۸ تصویب شد، سندی بین‌المللی دربارهٔ گزارش دبیر کل سازمان ملل دربارهٔ سودان است. این قطعنامه طی نشست ۵۸۸۲ام با ۱۵ رأی موافق، ۰ مخالف و ۰ ممتنع تصویب شد.